# Przosna
Przosna (Prozna) – polski herb szlachecki, używany przez kilkanaście rodzin głównie z ziemi dobrzyńskiej i poznańskiej. Herb nosił zawołanie identyczne z nazwą - Przosna.

## Opis herbu
Według współczesnych zasad blazonowania herb można opisać następująco:
W polu błękitnym pod trzema wieżami blankowanymi srebrnymi lew złoty, w prawą stronę obrócony, z otwartą paszczą i wyciągniętym językiem.
Klejnot pięć piór strusich.
Labry błękitne podbite złotem.
Według zapiski sądowej z 1416 r. herb jest dwupolowy, na górnym pasie trzy wieże, w dolnym połowa lwa. Inną odminą herbu podawaną przez J. Siebmachera jest w polu złotym na murze czarnym o trzech wieżach blankowanych lew czerwony..

## Najwcześniejsze wzmianki
Nie są znane pieczęcie średniowieczne. Najstarsza wzmianka sądowa pochodzi z 1393 r. (Die ältesten grosspolnischen Grodbücher). Herb zachował się (ale w innej formie) na fryzie heraldycznym w opactwie w Lądzie, znany jest także z opisu Długoszowych Klejnotów i z wizerunku w ich kontynuacji, Stemmata Polonica

## Etymologia
Według Józefa Szymańskiego, nazwa herbu jest imionowa, mająca odniesienie w nazwie osobowej, ewentualnie topograficzna (wodna).
Według Andrzeja Kulikowskiego, nazwa herbu pochodzi najprawdopodobniej od wsi Prosna, leżącej nad rzeką o tej samej nazwie. Według najstarszych ksiąg grodzkich poznańskich większość rodzin tego herbu była osiedlona nad rzeką Prosną.

## Legenda herbowa
Podczas oblężenia zamku Przemęt nad Przosną przez Czechów, dowódca polskiej załogi dowiedziawszy się o drążonym przez wroga podkopie, zabił swego sługę, a jego ciało wraz z rzekomym listem polskiego króla, podrzucił w podkopie. Czesi zobaczywszy wiadomość o nadciągającej pomocy dla oblężonych postanowili w odstąpić od oblężenia. Podczas tego odwrotu załoga zamku zadała spore straty w ludziach wojskom czeskim. Dowódca zamku w nagrodę został nobilitowany herbem zwanym Przosna, od pobliskiej rzeki, z lwem symbolizującym śmiałość oraz wieżami symbolizującymi rozum.

## Herbowni
Lista sporządzona została na podstawie wiarygodnych źródeł, zwłaszcza klasycznych i współczesnych herbarzy. Należy jednak zwrócić uwagę na częste zjawisko przypisywania rodom szlacheckim niewłaściwych herbów, szczególnie nasilone w czasie legitymacji szlachectwa przed zaborczymi heroldiami, co zostało następnie utrwalone w wydawanych kolejno herbarzach. Identyczność nazwiska nie musi oznaczać przynależności do danego rodu herbowego. Przynależność taką mogą bezspornie ustalić wyłącznie badania genealogiczne.
Najpełniejszą listę herbownych stworzył Tadeusz Gajl w Herbarzu polskim od średniowiecza do XX wieku z 2007 roku. Lista zawiera 19 nazwisk:
Baliński, Bobocki, Gorzeński, Heymzot, Knyszyński, Krzyniecki, Krzyszyński, Lubaski, Lubieński, Niemieczkowski, Niemierzowski, Pyrzewski, Słopanowski, Stopanowski, Wielżyński, Wieżeński, Wilżeński, Wilżyński, Wimbor, Wołżyński

### Znani herbowni
- Jan Baliński - wojewoda pomorski
- Walerian Wilżyński - sędzia ziemski smoleński, uczestnik wojen z Moskwą, poległ pod Smoleńskiem w 1663 r.